# Pieni-Petäinen
Pieni-Petäinen är en sjö i kommunen Sotkamo i landskapet Kajanaland i Finland. Sjön ligger 179,6 meter över havet. Arean är 80 hektar och strandlinjen är 6,22 kilometer lång. Sjön  ingår i Vuoksens huvudavrinningsområde.   Den ligger omkring 49 kilometer söder om Kajana och omkring 440 kilometer norr om Helsingfors. 